# Перивил (Аљаска)
Перивил (енгл. Perryville) насељено је место без административног статуса у америчкој савезној држави Аљаска.

## Демографија
По попису из 2010. године број становника је 113, што је 6 (5,6%) становника више него 2000. године.
| Група             | 2000.    | 2010.    |
| Белци             | 2 (1,9%) | 3 (2,7%) |
| Афроамериканци    | 0 (0,0%) | 0 (0,0%) |
| Азијати           | 0 (0,0%) | 0 (0,0%) |
| Хиспаноамериканци | 0 (0,0%) | 3 (2,7%) |
| Укупно            | 107      | 113      |